# Holderbank (Soleure)
Pour les articles homonymes, voir Holderbank.
Holderbank est une commune suisse du canton de Soleure, située dans le district de Thal.